# Myrmica lemasnei
Myrmica lemasnei је инсект из реда Hymenoptera и фамилије Formicidae.

## Угроженост
Ова врста се сматра рањивом у погледу угрожености врсте од изумирања.

## Распрострањење
Врста је присутна у Француској и Шпанији.

## Станиште
Врста Myrmica lemasnei има станиште на копну.